# Sean Murray
Pour les articles homonymes, voir Sean Murray (football) et Murray.
Sean Murray, né le 15 novembre 1977 à Bethesda, dans le Maryland, est un acteur américain.

## Biographie

### Jeunesse
Sean Murray est né le 15 novembre 1977 à Bethesda, dans le Maryland, aux États-Unis ; il est le fils de Craig Harland Murray et Vivienne Bellisario.

### Carrière
Sean est diplômé de la Bonita Vista Junior High à Chula Vista en Californie.
Il commence sa carrière d'acteur avec quelques apparitions dans des séries télé comme JAG, Urgences, Les Anges du bonheur, Les Dessous de Palm Beach. 
Le rôle qui le fait connaitre à un large public est celui de Timothy « Tim » McGee dans la série NCIS : Enquêtes spéciales. Sa première apparition a lieu dans l'épisode L'Imposteur de la saison 1, son personnage deviendra principal à partir de saison 2.
On a pu aussi le voir dans les films Too Romantic (en) (court métrage), Hocus Pocus, Blessures secrètes ou Spring Break Lawyer (en).

### Vie privée
Il vit actuellement en Californie à Sherman Oaks. Il est marié depuis novembre 2005 avec Carrie James avec qui il a eu le 3 mai 2007, une fille, Cay Ryan, apparue dans l'épisode Une pure soirée de NCIS, puis un garçon, River James, le 22 avril 2010.
Le 18 mars 2024, leur séparation est actée officiellement, pour cause de « différences irréconciliables ».  
Il est le beau-fils de Donald Bellisario (créateur de la série NCIS), sa mère Vivienne Bellisario étant la quatrième femme de Donald. Il est donc le demi-frère par alliance de l'actrice Troian Bellisario, qui a notamment joué la petite sœur de son personnage Timothy McGee dans NCIS.  
Dans la saison 8 de NCIS, son amaigrissement est tel qu'il doit rassurer ses fans sur Twitter en indiquant qu'il n'est pas malade. 
Il aime jouer de la guitare, faire du snowboard et du ski, monter à cheval et assembler des ordinateurs.
Il est aussi fan de David Lynch et possède une collection sur le cinéaste.

## Filmographie

### Cinéma
- 1992 : Too Romantic (en) (court métrage) de Todd Field : Tim
- 1993 : Blessures secrètes de Michael Caton-Jones : Jimmy Voorhees
- 1993 : Hocus Pocus de Kenny Ortega : Thackery Binx

### Télévision
- 1991 : Les Mamas en délire (en) : Joe Jr.
- 1992 : Guerres privées, épisode Whippet 'Til It Breaks : Chris Conway
- 1993 : Harts of the West (en) : Zane Grey Hart (15 épisodes)
- 1993 : L'Instinct de survie (nl) : Matthew Keene
- 1995 : Urgences, épisode Le Miracle de Noël : Bret Logan
- 1995 : Accusée d'amour (Trial by Fire) de Alan Metzger (en) : Danny
- 1995 : Les Dessous de Palm Beach, épisode Douce punition : Derek
- 1996 : La Loterie : Henry Watkins
- 1996 : For My Daughter's Honor (en) : Ralph
- 1996 : La Falaise maudite (en) : Jerry
- 1997 : Le Somnambule : Christopher Lane
- 1998-2001 : JAG : Enseigne Terry Guitry puis Danny Walden
- 2001 : Spring Break Lawyer (en) : Nick Kepper
- 2002 : The Random Years (en) : Todd Mitchell
- Depuis 2003 : NCIS : Enquêtes spéciales : Timothy McGee (récurrent saison 1, principal depuis la saison 2)
- 2017 : NCIS : Nouvelle-Orléans, épisode La Boîte de Pandore : Timothy McGee

## Voix françaises
- Adrien Antoine dans :
  - NCIS : Enquêtes spéciales
  - NCIS : Nouvelle-Orléans

Et aussi
- Alexandre Gillet dans Hocus Pocus
- William Coryn dans Accusée d'amour
- Sébastien Reding dans Blessures secrètes
- Olivier Jankovic dans Le Somnambule

## Distinctions

### Nominations
- Young Artist Awards 1994 : meilleur jeune artiste dans un premier rôle de cinéma pour Hocus Pocus et meilleur jeune artiste dans un premier rôle de télévision pour la série Harts of the West